# 동해시외버스터미널
동해시외버스터미널은 강원특별자치도 동해시 평릉동에 있는 대한민국의 시외버스 터미널로, 동해시 시설관리공단에서 위탁 운영하고 있다. 동해공영버스터미널이라고 하기도 한다.

## 역사
1986년에 시외버스 터미널이 최초로 건립되었다. 당시 터미널 규모는 지상 3층 연면적 2,606m2 규모였다. 그러다가 2008년 11월 8일에 운영업체가 경영 악화를 이유로 갑자기 폐쇄를 단행해 천곡동 동해시종합운동장으로 임시 이전했다가 동부고속에서 부곡동 동해고속버스터미널과 통합하여 동해종합버스터미널이라는 이름으로 운영되었다.
시외버스터미널 기능이 고속버스터미널로 통합되면서 터미널 건물은 시가지의 흉물로 방치되다가 2012년 1월에 동해시청에서 시외버스터미널 부지를 매입하였으며, 시영 터미널로 전환하기로 했다. 약 15억 원을 들여 2013년 7월 1일 대합실, 매표소, 매점, 커피점, 공중전화기, 공동망 ATM 등 편의시설과 함께 138면의 공영 주차장, 택시 승강장 정비, 주민편의 쉼터 시설 등을 갖춘 공영 버스 터미널로 재탄생했다.
하지만 시외터미널과 고속터미널이 서로 다른 위치에 있어서, 동서울 노선 이용객들의 민원이 잇따랐다. 이에 동해시청이 동부고속과 합의하여 2018년 12월 26일부터 동해고속버스터미널을 폐쇄한 후, 고속버스도 평릉동에 들어오기 시작했다.
2020년 1월 21일부터 수원 - 삼척 노선이 동해 중간 승하차 인가를 받아 동해에 들어오기 시작했다.

## 운행 노선

### 고속버스
| 운행 노선       | 운행업체          | 운행구간 | 운행구간 | 운행구간 | 경유지                     | 배차 간격 (분) | 시간표                                                 |
| --------------- | ----------------- | -------- | -------- | -------- | -------------------------- | -------------- | ------------------------------------------------------ |
| 동해 ↔ 서울경부 | 동부고속          | 동해     | ↔        | 서울경부 | 횡성휴게소                 | 30~40          | 첫차:06:30(동해 기준) 막차:24:00(동해 기준)            |
| 동해 ↔ 동서울   | 동부고속          | 동해     | ↔        | 동서울   | 횡성휴게소                 | 8회            | 06:25, 09:15, 10:25, 11:50, 14:25, 15:25, 16:55, 20:05 |
| 동해 ↔ 수원     | 동부고속 동양고속 | 동해     | ↔        | 수원     | 횡성휴게소, 신갈, 영통입구 | 5회            | 07:25, 10:25, 13:35, 16:25, 19:35                      |

### 시외버스
| 방면        | 행선지 |
| ----------- | --- |
| 수도권 방면 | 고양(백석), 김포공항, 동서울, 상봉, 양평, 인천국제공항 |
| 강원권 방면 | 간성, 강릉, 근덕, 낙산, 도계, 미로, 삼척, 속초, 신기, 양양, 원주, 임원, 장호, 춘천, 태백, 통리, 호산                                                                   |
| 충청권 방면 | 대전 |
| 영남권 방면 | 강구, 경주, 구산, 기성, 나루끝, 도곡, 동대구, 마산, 매화, 방어진, 병곡, 부구, 부산, 사동, 송라, 영덕, 영해, 울산, 울진, 월송, 장사, 죽변, 청하, 평해, 포항, 후포(삼율) |

## 같이 보기
- 동해고속버스터미널